# Noc amerykańska
Noc amerykańska (fr. nuit américaine, ang. day for night) – technika realizacji zdjęć filmowych polegająca na filmowaniu danej sceny w pełnym świetle dziennym przy użyciu filtrów i odpowiednio dobranych parametrów ekspozycji, w celu uzyskania w gotowym materiale wizualnego efektu nocy. 
Techniki tej zaczęto używać w latach 20. – jednym z pierwszych filmów korzystających z efektu nocy amerykańskiej był The Headless Horseman (1922). Współcześnie jest rzadko stosowana, przede wszystkim ze względu na pojawienie się alternatyw umożliwiających realizację prawdziwych zdjęć nocnych: wysokoczułej taśmy filmowej i sensorów, a także jasnych obiektywów. Efekt nocy amerykańskiej można dziś otrzymać również poprzez manipulację obrazem na etapie postprodukcji.